# Labidostomis tymphristica
Labidostomis tymphristica là một loài bọ cánh cứng trong họ Chrysomelidae. Loài này được Tomov miêu tả khoa học năm 1990.